# Chủ nghĩa tinh hoa
Chủ nghĩa tinh hoa là niềm tin cho rằng những cá nhân tạo nên một tầng lớp ưu tú — một nhóm chọn lọc những người có phẩm chất nội tại, trí tuệ cao, giàu có, kỹ năng hoặc kinh nghiệm đặc biệt — có nhiều khả năng đóng góp cho toàn xã hội hơn và do đó xứng đáng có ảnh hưởng hoặc quyền hạn lớn hơn so với những người khác. Thuật ngữ chủ nghĩa tinh hoa có thể được sử dụng để mô tả một tình huống trong đó quyền lực tập trung vào tay một số ít người. Các phe đối lập của chủ nghĩa tinh hoa bao gồm chủ nghĩa chống tinh hoa, chủ nghĩa quân bình, chủ nghĩa dân túy và lý thuyết chính trị của chủ nghĩa đa nguyên.
Lý thuyết tinh hoa là sự phân tích xã hội học hoặc khoa học chính trị về ảnh hưởng của tầng lớp tinh hoa trong xã hội: các nhà lý thuyết tinh hoa coi chủ nghĩa đa nguyên là một quan niệm không tưởng.
Chủ nghĩa tinh hoa có liên quan chặt chẽ đến giai cấp xã hội và cái mà các nhà xã hội học gọi là phân tầng xã hội, thứ mà theo truyền thống Anglo Saxon từ lâu đã được gắn chặt trong các yêu sách "máu xanh" của giới quý tộc cha truyền con nối. Thành viên của các tầng lớp trên đôi khi được gọi là giới thượng lưu.
Thuật ngữ chủ nghĩa tinh hoa đôi khi cũng được sử dụng để chỉ các tình huống trong đó một nhóm người tự nhận mình có khả năng cao, hoặc chỉ đơn giản là một nhóm người có cùng quyền lợi hoặc một lực lượng ban cho mình thêm đặc quyền dựa trên việc lấy đi lợi ích của người khác. Hình thức tinh hoa này có thể được mô tả là phân biệt đối xử.
Một số từ đồng nghĩa với "tinh hoa" có thể là "thượng lưu" hoặc " quý tộc ", cho thấy rằng cá nhân được đề cập có mức độ kiểm soát tương đối lớn đối với tư liệu sản xuất của xã hội. Điều này bao gồm những người đạt được vị trí này dựa trên các phương tiện kinh tế xã hội chứ không phải thành tích cá nhân. Tuy nhiên, những thuật ngữ này gây hiểu lầm khi thảo luận về thuyết tinh hoa như một lý thuyết chính trị, bởi vì chúng thường gắn liền với những ý nghĩa tiêu cực về "giai cấp" và không đánh giá cao việc khám phá triết học một cách khách quan hơn.

## Các đặc tính
Có nhiều cách khác nhau để định nghĩa một cá nhân tinh hoa; thành tích cá nhân có thể không cần thiết. Địa vị ưu tú có thể dựa trên thành tích cá nhân, chẳng hạn như bằng cấp từ các trường đại học hàng đầu hoặc các kỳ thực tập và lời mời làm việc ấn tượng, cũng như dòng dõi hoặc danh tiếng truyền lại từ cha mẹ hoặc ông bà.   Theo thuật ngữ, "tinh hoa" thường mô tả một người hoặc một nhóm người là thành viên của tầng lớp cao nhất của xã hội, và sự giàu có có thể góp phần xác định tầng lớp đó. Các thuộc tính cá nhân thường được các nhà lý thuyết tinh hoa coi là đặc trưng của tầng lớp ưu tú bao gồm: nghiên cứu tỉ mỉ hoặc thành tích tuyệt vời trong một lĩnh vực cụ thể; một thành tích đáng kể về năng lực trong một lĩnh vực đòi hỏi khắt khe; một lịch sử sâu rộng về sự cống hiến và nỗ lực phục vụ một chuyên ngành cụ thể (ví dụ: y học hoặc luật) hoặc mức độ thành tích, đào tạo hoặc thông thái trong một lĩnh vực nhất định; một năng lực thể chất cao.
Những người theo chủ nghĩa tinh hoa có xu hướng ủng hộ các hệ thống xã hội như chế độ công đức, chế độ kỹ trị và chế độ dân chủ, trái ngược với chủ nghĩa quân bình chính trị và chủ nghĩa dân túy. Những người theo chủ nghĩa tinh hoa tin rằng chỉ có một số người ưu tú thực sự thay đổi xã hội, thay vì đa số, những người chỉ bỏ phiếu và bầu giới tinh hoa lên nắm quyền.